# Trichopteryx germinata
Trichopteryx germinata là một loài bướm đêm trong họ Geometridae.